# ريو (أسطورة)

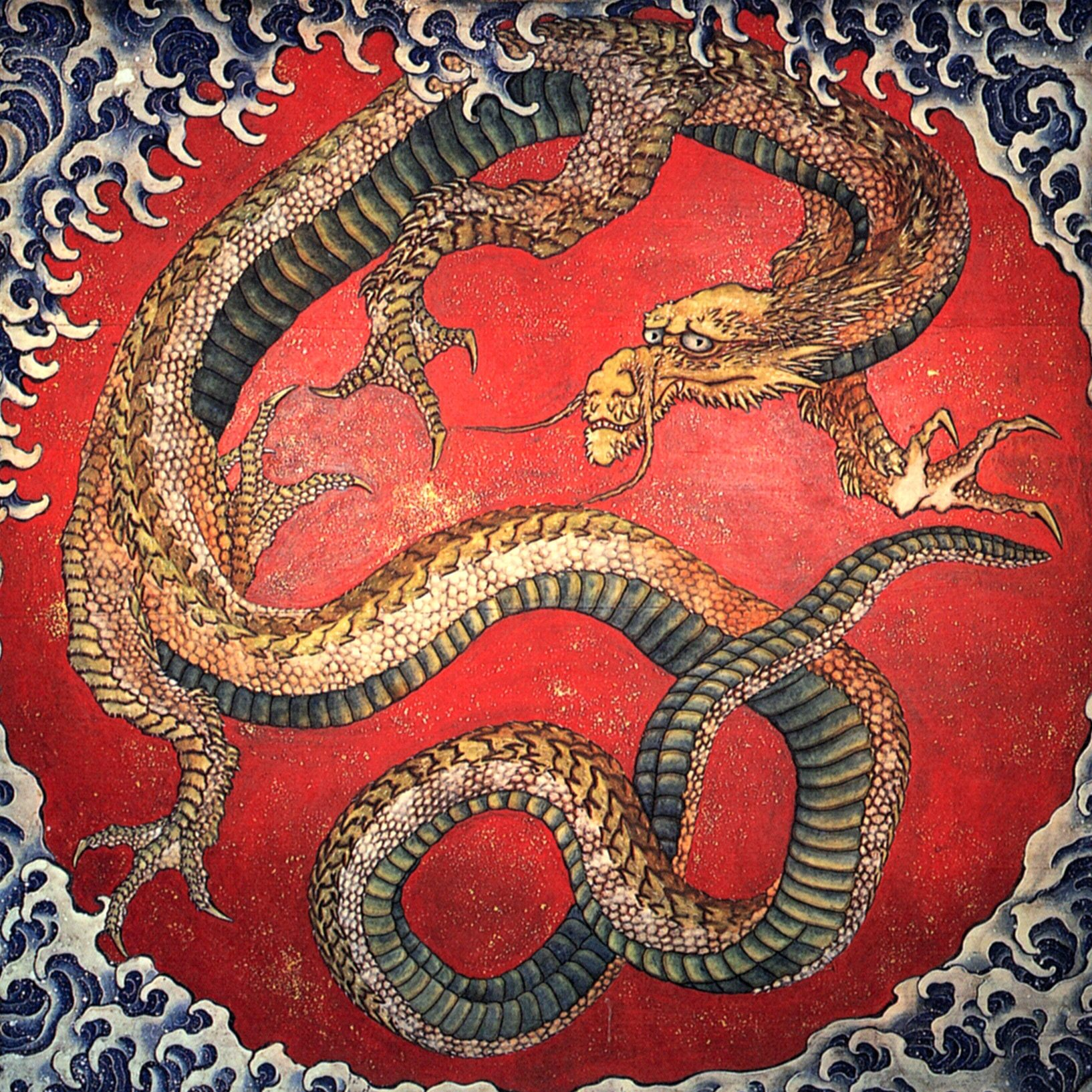

ريو (باليابانية: 竜) إحدى المفردات اليابانية التي تعني تنين. تم ذكر اسم ريو في الكثير من وسائل الإعلام. و أبرزها في الأنمي. ظهر اسم ريو في أنمي ون بيس.